# سوپوچانی
صومعه سوپوچانی (صربی: Манастир Сопоћани / Manastir Sopoćani) صومعه‌ای در ۱۵ کیلومتری نووی پازار، صربستان است که در ۱۲۷۰ میلادی و به‌عنوان کلیسا و مزار استفان اوروش یکم صربستان ساخته شد. این صومعه در کنار استاری راس در سال ۱۹۷۹ به عنوان یک میراث جهانی یونسکو ثبت شد.